# Vrouw Fransensgasthuis

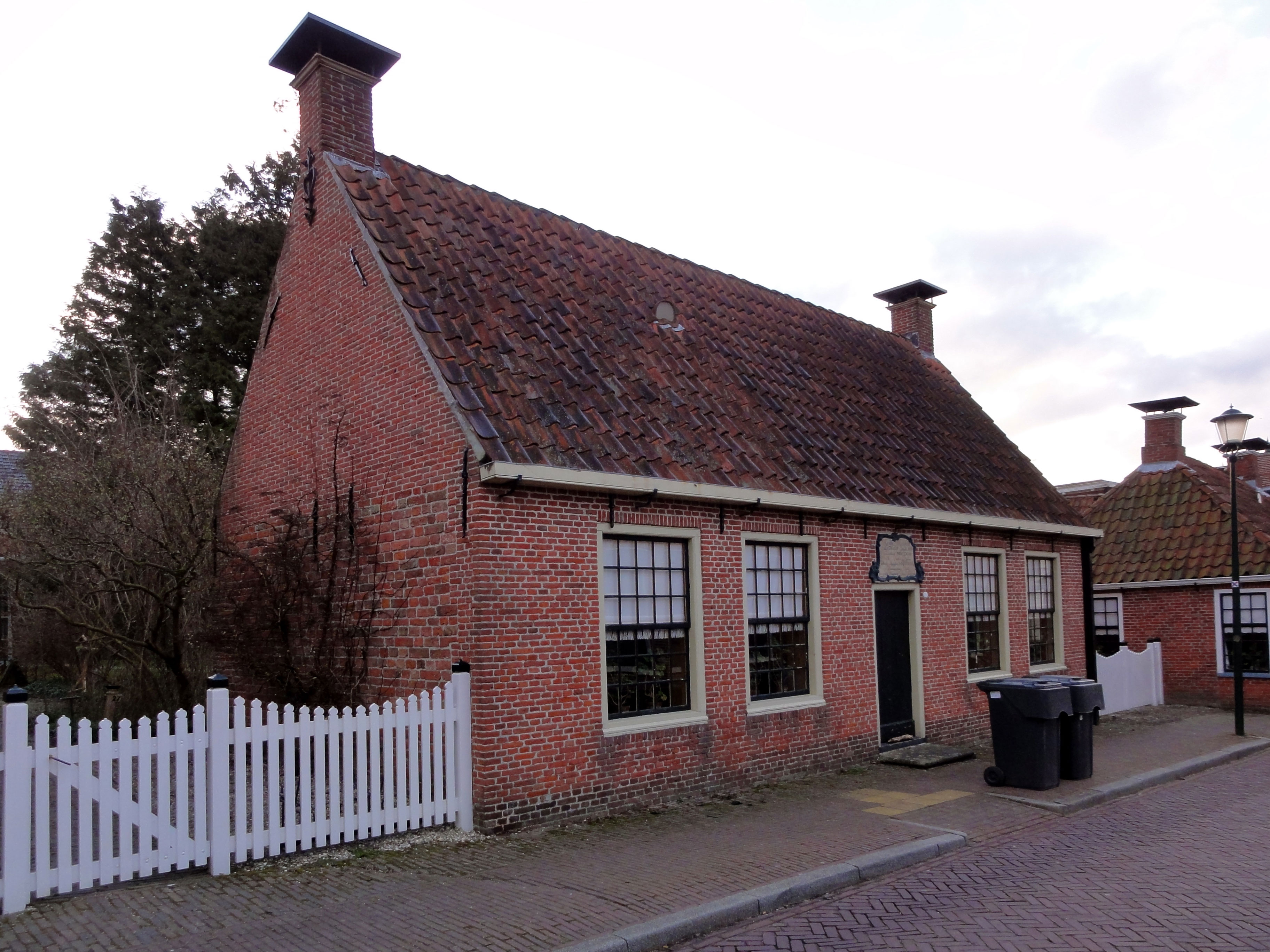
Het Vrouw Fransensgasthuis, ook wel Geertjen Schiltgasthuis, in Warffum anno 2011

Het Vrouw Fransensgasthuis (ook bekend als Geertjen Schilts gasthuis) was een gasthuis aan de Battengang in de stad Groningen, dat in de tweede helft van de 20e eeuw in zijn geheel is verplaatst naar Warffum.

## Geschiedenis

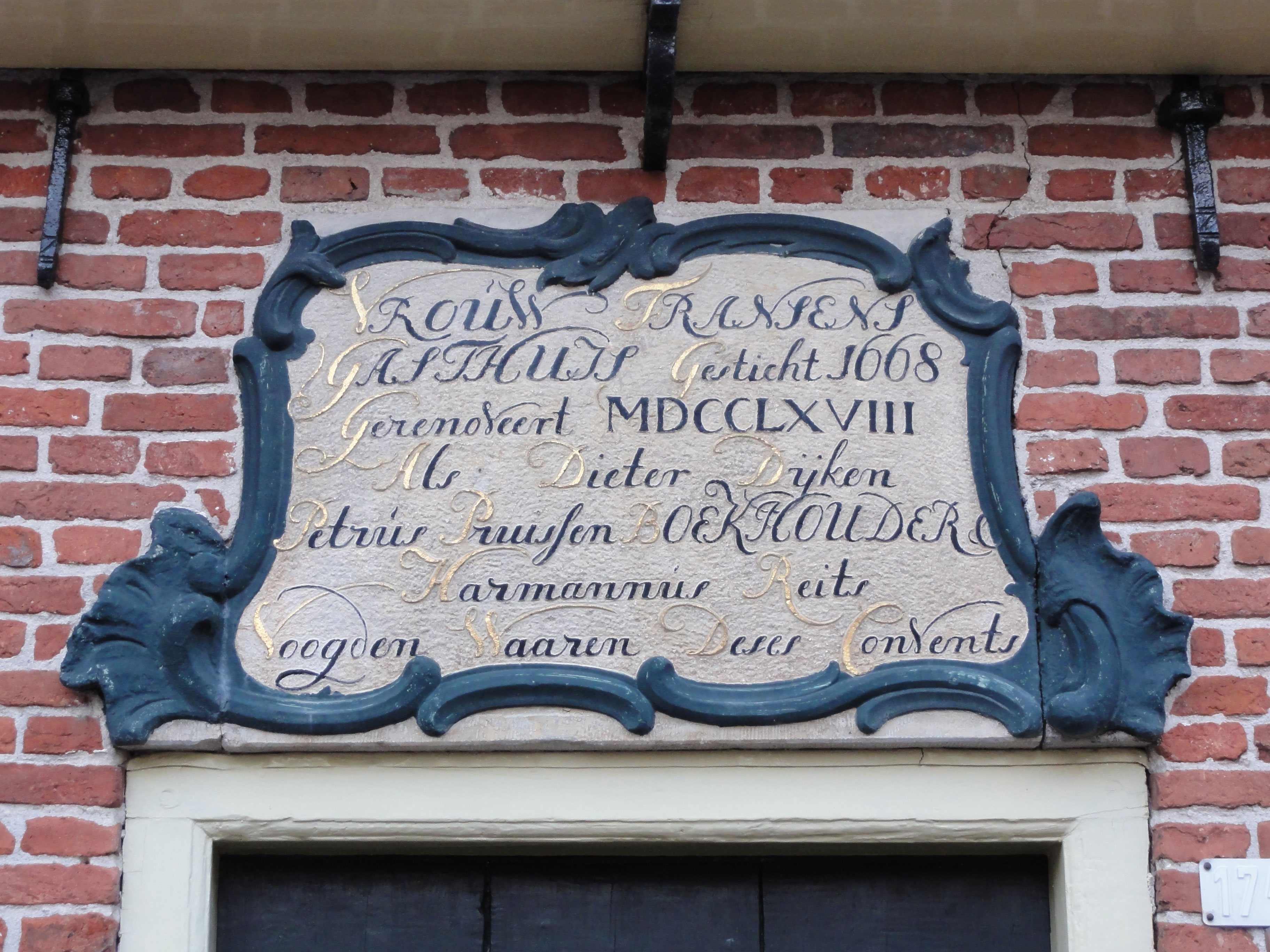
Gevelsteen van het Vrouw Fransensgasthuis

Het gasthuis werd in 1668 gesticht door Geertruyt Fransen, huisvrouw van hopman Rudolphus Fransen en weduwe van hopman Geert Schilt van Oldenburch. In de fundatiebrief werd vastgelegd, dat het gasthuis bestemd zou worden voor de huisvesting van vijf of zes oude vrouwen, die van de gereformeerde religie dienden te zijn. Geertruyt Fransen bestemde hiervoor zeven kamers, eenkamerwoningen, aan de Battengang, die achter haar eigen woning lagen. Zij bewoonde zelf een pand aan de zuidzijde van de Steentilstraat op de hoek van de Battengang. Zij verordonneerde tevens dat de vier schilderijen van haarzelf, haar overleden man en van haar zoon en dochter in het huis moesten blijven hangen "ter eeuwige memoria". Het gasthuis wordt gefinancierd met de huuropbrengsten van enkele andere woningen en, na haar overlijden, ook met huuropbrengst van haar woning, het conventshuis genoemd. Bovendien kon ook de pachtsom van landerijen in Uitwierde en Haren gebruikt worden voor de exploitatie van het gasthuis. In 1768 werd het gasthuis geheel gerenoveerd, dat wil zeggen afgebroken en opnieuw opgebouwd. De gevelsteen (zie afbeelding) maakt melding van dit gebeuren en van de namen van de toenmalige boekhouders en voogden van de fundatie. Het gasthuis is tot 1939 als gasthuis in Groningen in gebruik geweest. Daarna deed het tot 1968 dienst als opslagruimte.
In 1969 werd het pand gekocht door het Openluchtmuseum Het Hoogeland in Warffum. Het werd steen voor steen afgebroken en in Warffum weer opgebouwd. Het pand is erkend als rijksmonument.